# Ernald Scattergood
Ernald Oak Scattergood (29 maggio 1887 – 2 luglio 1932) è stato un calciatore inglese, di ruolo portiere.

## Carriera

### Nazionale
Ha giocato la sua unica partita con la maglia della Nazionale nel 1913.